# Herjolfsnæs

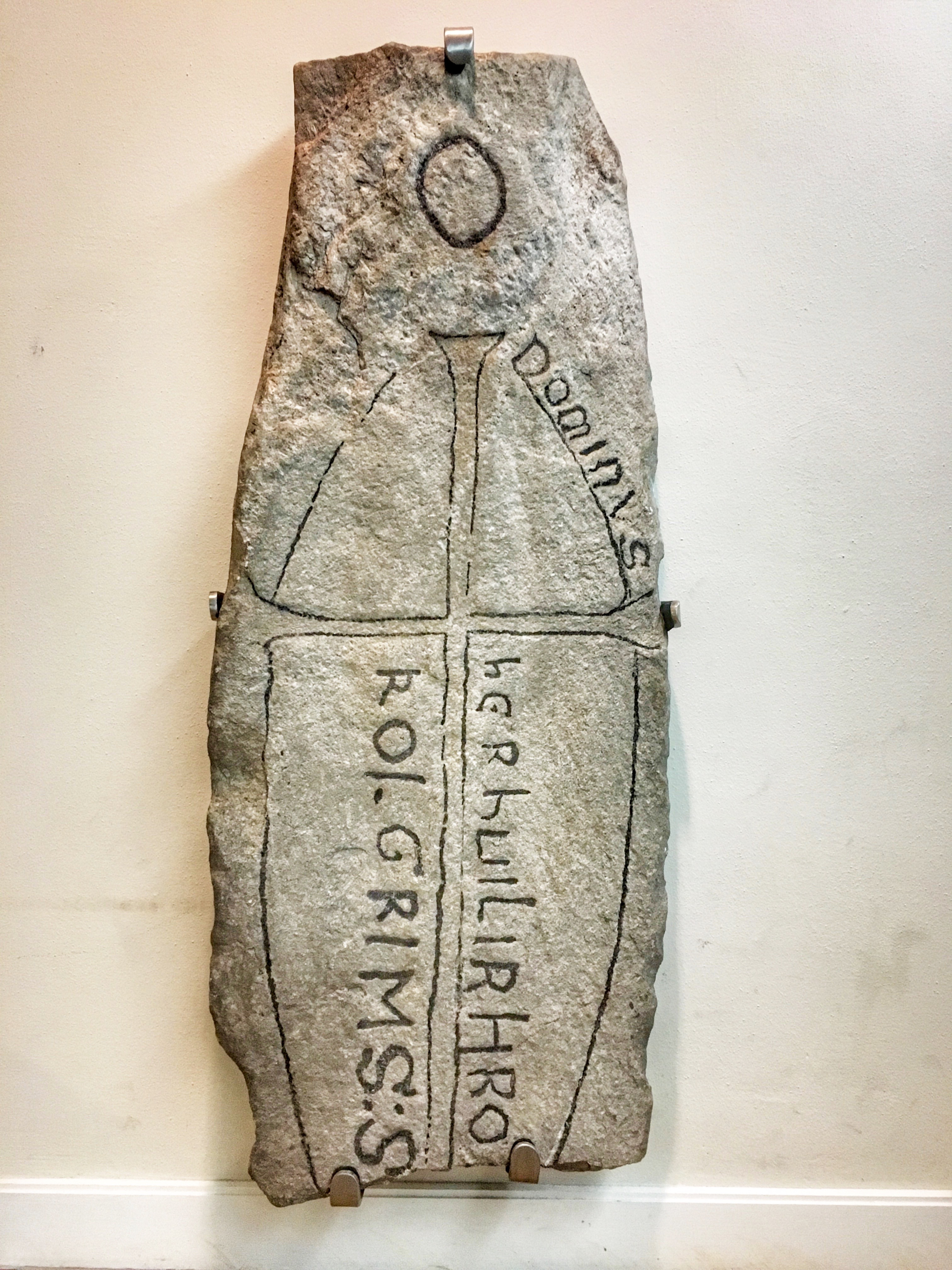
Grabstein aus Granit, Text: „Her hvilir Hro(ar) Kolgrims:s(on)“ (Nationalmuseum Kopenhagen)

Herjólfsnes (dänisch Herjolfsnæs „Herjólfrs Kap“) ist eine mittelalterliche Wüstung der Grænlendingar. Herjólfsnes lag an der Stelle des heute ebenfalls verlassenen Orts Ikigaat.

## Geschichte
Nach der Landnámabók befand sich unter den Kolonisten, die Ende des 10. Jahrhunderts von Island aufbrachen, um Südgrönland zu besiedeln, ein gewisser Herjólfr. Er wird als vornehmer Mann und Händler bezeichnet. Diese Person lässt sich in Verbindung bringen mit dem Gehöft, das Ende des 10. Jahrhunderts in Herjolfsnæs bestand und das später in kirchlichen Besitz überging.
Erhalten sind eine steinerne, etwa 15 m lange Kirchenruine aus dem 13. Jahrhundert und die Grundmauern einer 11 m × 5,75 m messenden Halle.
Die isländischen Siedler fanden hier Weideland für ihr Vieh und auch eine gute Basis für Jagd und Fischfang. Was Herjolfsnæs aber besonders auszeichnete, war der Hafen, genannt Sand, der von Handelsschiffen angesteuert wurde. Nicht gesichert ist die Lage des Hafens „Sand“, zumal sich die Küstenlinie geändert hat. Nørlund vermutete ihn an einem Bachlauf, 1 km südlich der Herrnhuter Gründung Frederiksdal.

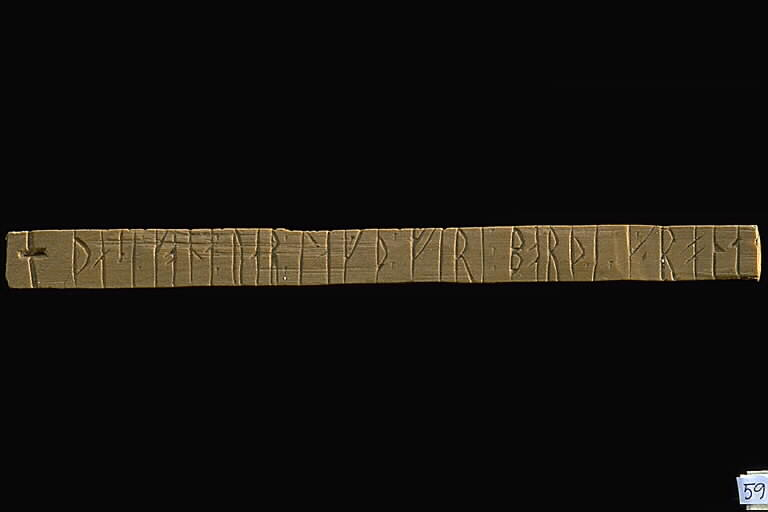
Runenstab aus Gudvegs Grab. (Nationalmuseum Kopenhagen)

Die Bewohner von Herjolfsnæs lebten in europäischer Agrartradition, der durch die Klimaverschlechterung die Grundlage wegbrach. Die Adaption von Kulturtechniken der Inuit (z. B. Robbenfang, aber auch Bekleidung) durch die Grænlendingar fand nicht statt. Bis ans Heft abgenutzte Eisenmesser, für die es mangels Eisenerz keinen Ersatz gab, im Fundgut von Herjolfsnæs illustrieren, wie sich die Lebensbedingungen immer mehr verschlechterten.
Der archäologische Befund deutet auf ein Siedlungsende um 1450 hin, möglicherweise fand vorher eine teilweise Abwanderung statt.

## Archäologische Spuren
Es handelt sich um eine Halbinsel, die nach Norden und Osten von Gebirgszügen begrenzt ist. Nach Westen hin erstreckt sich ebenes Land und nach Süden der Atlantik. Im Osten verläuft der Fjord Narsap Saqqaa, auf dessen anderer Uferseite Narsarmijit liegt.
Der erste Fund vom Friedhof Herjolfsnæs (E 111) war ein beschrifteter Grabstein (Foto), der bereits 1830 an das Nationalmuseum in Kopenhagen geschickt wurde. Das Bodendenkmal war der Erosion durch das Meer ausgesetzt, so dass im 19. Jahrhundert immer wieder Fragmente von Skeletten und Särgen freigelegt wurden. Sowohl von Skelettmaterial als auch von Textilien wurden Proben nach der Radiokarbonmethode untersucht und übereinstimmend auf die Zeit von etwa 1400 bis 1450 datiert.
Die archäologische Expedition von 1921 und der Leitung Poul Nørlunds brachte hervorragend erhaltene Textilfunde ans Licht, die sich heute im Dänischen Nationalmuseum befinden. Auffällig war die Nachahmung europäischer Modetrends. Die Siedlung war also in ihrer Endphase keineswegs von der Außenwelt isoliert.  
Der Friedhof von Herjolfsnæs war sehr dicht belegt, Nørlunds Team fand Reste von geschätzt 120 Bestattungen, viele davon waren aber in sehr schlechtem Zustand. Üblicherweise waren die Verstorbenen in Kleidungsstücke gehüllt. Es gab aber auch Särge, teilweise ohne Sargdeckel, was im Blick auf die Holzressourcen der Siedlung von Interesse ist. Die Bestattung im Sarg wirkte sich ungünstig auf die Konservierung aus. In einem Holzsarg war an Stelle der Person ein Runenstab bestattet worden, der sie vertrat: „Diese Frau wurde über Bord in der Grönländischen See bestattet. Ihr Name war Gudveg.“ Auch fand man mehrere Memorialkreuze, von denen einige mit Runen beschriftet waren. 
Die 25 in Herjolfsnæs bestatteten Individuen wurden von dem Anthropologen Fr. C. C. Hansen genauer untersucht. Aus der Körpergröße (Männer bis 160 cm, Frauen oft nur 140 cm) sowie Deformationen der Beckenknochen, die bei einer Geburt zum Tod von Mutter und Kind führen mussten, leitete Hansen im Sinne der Eugenik ab, dass die Bevölkerung von Herjolfsnæs insgesamt degeneriert gewesen sei. Diese Ansicht wird heute nicht mehr vertreten. Die Skelette zeigen aber körperliche Belastungen und Mangelkrankheiten. Es wurden auch Skelette von unbestatteten Personen gefunden, die noch so lagen, wie sie (wohl an Entkräftung) verstorben waren.